# بوهوسلاف سوبوتكا
بوهوسلاف سوبوتكا (ولد في 23 أكتوبر 1971) سياسي ومحامي تشيكي شغل منصب رئيس وزراء الجمهورية التشيكية في الفترة من يناير 2014 إلى ديسمبر 2017، كما شغل منصب رئيس الحزب الديمقراطي الاجتماعي التشيكي (ČSSD) في الفترة من عام 2010 وحتى استقالته في يونيو 2017. وكان عضوا في مجلس النواب في الفترة من 1996 إلى 2018. كما شغل سوبوتكا منصب وزير المالية من عام 2002 إلى عام 2006.
ولد سوبوتكا في تلنيتسه ولكنه سرعان ما انتقل مع عائلته إلى سلافكوف أو برنا. وقد درس القانون في جامعة ماساريك في برنو وحصل على درجة ماجستير في عام 1995. وبعد سقوط الشيوعية، ساعد في إعادة بناء الحزب الديمقراطي الاجتماعي التشيكي وأصبح عضوا فيه. كما شارك سوبوتكا في تأسيس حزب الديمقراطيين الاجتماعيين الشباب، وهو الجناح الشبابي للحزب الديمقراطي الاجتماعي. وانتخب لأول مرة في مجلس النواب في الانتخابات التشريعية التي جرت عام 1996.
وبعد تشكيل مجلس وزراء فلاديمير سبيدرا في عام 2002، عُين سوبوتيكا وزيرا للمالية، ثم رُقي إلى منصب نائب رئيس الوزراء في عام 2003، وأعيد تعيينه وزيرا للمالية في مجلس وزراء الحزب الديمقراطي الاشتراكي، ستانيسلاف غروس وييري باروبيك. وفي عام 2005 عين نائبا أول لرئيس الوزراء في حكومة باروبيك. وبعد الانتخابات التشريعية في عام 2006، أصبح سوبوتكا نائبا معارضا، وفي عام 2011 انتخب زعيما للديمقراطيين الاجتماعيين، وبالتالي كان زعيما للمعارضة لمجلس وزراء بيتر نيتشاس.
وبعد انتخابات 2013 المبكرة، عين الرئيس، سوبوتكا رئيسا للوزراء في 17 يناير 2014، ثم شكل بعد ذلك باثني عشر يوما حكومة ائتلافية من يسار الوسط تتألف من الحزب الديمقراطي الاجتماعي، ونعم 2011، والاتحاد المسيحي والديمقراطي - حزب الشعب التشيكوسلوفاكي. وقد اتخذت حكومته سلسلة من التدابير الرامية إلى معالجة التهرب الضريبي، مثل التسجيل الإلكتروني لنظام مراقبة المبيعات أو ضريبة القيمة المضافة، وتعزيز العلاقات مع الصين، وإصلاح الشرطة، وإلغاء قانون الخدمة المدنية، وفرض حظر التدخين. كما اشتبك مرارا مع الرئيس ميلوش زيمان بشأن التدخل الروسي في أوكرانيا وما نتج عنه من جزاءات وسياسة داخلية واستقالة سوبوتكا المسحوبة في مايو 2017. وسوبوتكا هو أول رئيس وزراء منذ 15 عاما والثالث في تاريخ الجمهورية التشيكية الذي ينهي ولايته كاملة.
في 14 يونيو 2017، أعلن سوبوتكا استقالته كزعيم لـ ČSSD بسبب انخفاض الرأي قبل الانتخابات التشريعية في 2017 لكنه اختار البقاء في منصب رئيس الوزراء وأعيد انتخابه نائبا في مورافيا الجنوبية وفي ديسمبر 2017 خلفه أندريه بابيش. وفي 31 مارس 2018، استقال سوبوتكا من مجلس النواب لاسباب شخصية.

## وصلات خارجية
- (حملة) باللغة التشيكية